# Diecezja Kadyksu i Ceuty
Diecezja Kadyksu i Ceuty (łac. Dioecesis Gadicensis o Gaditanus et Septensis) – diecezja Kościoła rzymskokatolickiego w Hiszpanii. Należy do metropolii Sewilli. Diecezja Kadyksu została erygowana 5 lutego 1241, a diecezja Ceuty 4 kwietnia 1417. Obie diecezje zostały połączone 5 września 1851 (najpierw nieoficjalnie, przez powierzenie administracji diecezji Ceuty biskupom Kadyksu, a oficjalnie od 1933).

## Główne świątynie
- Katedry:
  - Katedra Świętego Krzyża w Kadyksie
  - Katedra Wniebowzięcia Najświętszej Maryi Panny w Ceucie

## Biskupi diecezjalni (od 1933)
- Ramón Pérez y Rodríguez (1933–1937)
- Tomás Gutiérrez Díez (1943–1964)
- Antonio Añoveros Ataún (1964–1971)
- Antonio Dorado Soto (1973–1993)
- Antonio Ceballos Atienza (1993–2011)
- Rafael Zornoza Boy (od 2011)